# Oreonoma rubriplaga
Oreonoma rubriplaga är en fjärilsart som beskrevs av W. Warren 1906. Oreonoma rubriplaga ingår i släktet Oreonoma och familjen mätare. Inga underarter finns listade i Catalogue of Life.